# Ajung
Ajung est un village du Cameroun situé dans le département du Boyo et la Région du Nord-Ouest. Il fait partie de l'arrondissement (commune) de Fundong.

## Population
Ajung fait partie du pays Kom. Cependant « kom » est devenu le terme générique désignant plusieurs chefferies indépendantes – outre Ajung, Achain, Akeh, Mbengkas, Mbesinaku, Mbueni, Baicham, Baiso et Menjang – conquises par les Kom, le plus souvent sous le règne de Foyn Yuh (1865-1912). La plupart de ces petites chefferies vassales comptaient moins de 400 personnes.
On y parle notamment un dialecte du kom, une langue des Grassfields du groupe Ring.
Lors du recensement national de 2005, on y a dénombré 1 382 habitants.
Une étude locale de 2012 estime la population à 2 500 personnes.

## Géographie
Ajung est un village de montagne situé à plus de 2 000 m d'altitude, dans la région du mont Oku.
On y trouve la cascade proéminente d'Ajung.

## Santé publique
Un centre de santé privé baptiste, le Ajung Baptist Health Center, est installé dans le village d'Ajung : cela permet aux villageois de bénéficier des soins de première nécessité.

## Éducation
Ajung dispose de certaines infrastructures scolaires, d'autres ont besoin d'une réhabilitation :
- une école primaire publique ;
- une crèche ;
- un lycée[11].

## Eau et énergie
Une pompe d'eau potable est installée dans le village d'Ajung et contribue au bien-être à la population.